# Парфёнов, Евгений Ерофеевич
Евге́ний Ерофе́евич Парфёнов (6 марта 1926, Камень, Барнаульский округ, Сибирский край, СССР — 26 мая 2006, там же, Каменский район, Алтайский край, Россия) — первый секретарь Каменского горкома КПСС (Алтайский край), внёсший большой вклад в развитие родного города (при его участии построены и основаны ряд промышленных, сельскохозяйственных и социально-бытовых предприятий и организаций), Герой Социалистического Труда (1971). Почётный гражданин г. Камня-на-Оби (2000) и Алтайского края (2002).

## Биография
Родился 6 марта 1926 года в городе Камень Барнаульского округа Сибирского края (ныне Камень-на-Оби Каменского района Алтайского края России) в многодетной (11 детей, 7 из которых умерли в детстве) семье. Отец — Ерофей Иванович Парфёнов, работал масленщиком, на мельнице, ходил на пароходе, работал в поле, полгода провёл на строительстве Турксиба. В 1930 году вступил в колхоз «Новый быт», был бригадиром, завфермой, участвовал в Великой Отечественной войне (вернулся с Карельского фронта инвалидом в начале 1943 года), около 20 лет был председателем колхоза. Мать Евдокия (в девичестве Лавренова) работала портнихой, разнорабочей на стройке и токарем на ремзаводе. По национальности русский.
В 1933 году родители разошлись, семилетний Евгений стал старшим мужчиной в семье. Окончив каменскую школу № 5, прошёл спецкурсы землемера и в июле 1940 года трудоустроился землеустроителем в барнаульское управление землеустройства, работал токарем на ремзаводе. Участник Великой Отечественной войны, в июле 1943 года ушёл добровольцем на Тихоокеанский флот, и пройдя школу младших авиаспециалистов (ШМАС) в морской авиации, служил на границе стрелком-радистом в 122-й отдельной эскадрилье особого назначения.
Демобилизовавшись в феврале 1945 года, ещё три года служил в лётных частях политработником (по другим данным бортрадистом на самолёте «Ли-2»), а затем вернулся на малую родину. Работал. В апреле 1952 года перешёл на партийную работу, последовательно продвигаясь от должностей политработника Каменской машинно-тракторной станции (МТС), инструктора промышленного отдела (с 1955 года), второго секретаря горкома партии (с декабря 1959), до (с 13 марта 1961 года по август 1988 года) первого секретаря Каменского городского комитета КПСС.
В 1966 году заочно окончил Алтайский сельскохозяйственный институт, получив квалификацию «учёный-агроном».
На посту первого секретаря горкома партии внёс большой вклад в развитие родного города. При нём было налажено железнодорожное сообщение (построен железнодорожный мост через Обь), построен посёлок железнодорожников, основаны промышленные предприятия (в том числе кирпичный и асфальтовый заводы, мясокомбинат, маслосырокомбинат, элеватор, предприятия жилищно-коммунального хозяйства и бытового обслуживания: трест «Межрайгаз», водоканал, трикотажная фабрика, дом быта и т. д.), развивались культура, народное образование и медицина. Большое развитие получило сельское хозяйство: построены комбикормовый завод, откормочные площадки, площадки механизированного тока и для хранения зерна, создана система орошения полей. Построены телевышка, Кулундинский магистральный канал, жилые массивы «Черёмушки», «330 квартал», система сетей коммуникаций, аэропорт и т. д..
Указом Президиума Верховного Совета СССР от 8 апреля 1971 года «за выдающиеся успехи, достигнутые в развитии сельскохозяйственного производства и выполнении пятилетнего плана продажи государству продуктов земледелия и животноводства» удостоен звания Героя Социалистического Труда с вручением ордена Ленина и золотой медали «Серп и Молот».
В 1972 году предложил конструкцию стеблеподъёмника (получившего авторское свидетельство), пущенного в производство.
В сентябре 1988 года достиг пенсионного возраста, но, уйдя с должности первого секретаря горкома, продолжил работать токарем третьего разряда в механическом цехе авторемонтного завода. 1 сентября 1997 года окончательно ушёл на заслуженный отдых. Участвовал в выпуске трёх книг «Каменцы во имя Отчизны» и сборника «Вехи истории».
Избирался депутатом Каменского городского Совета депутатов трудящихся с 1961 года, делегатом XXIII (1966), XXIV (1971) и XXV (1976) съездов КПСС, членом Алтайского краевого комитета компартии.
Умер 26 мая 2006 года на родине.

## Семья
Жена Надежда (в девичестве Конева; поженились в 1949 году), сын Валерий (генерал-майор медицинской службы), две дочери.

## Признание и награды
- Почётный гражданин г. Камня-на-Оби (февраль 2000)[5]
- Почётный гражданин Алтайского края (2 сентября 2002) — за большой вклад в социально-экономическое развитие Алтайского края и города Камня-на-Оби, улучшение условий жизни населения, сохранение исторического и культурного наследия[1][2][6][8].
- Постановлением Алтайского краевого Совета народных депутатов от 4 сентября 2006 г. № 421 МОУ «Гоноховская средняя общеобразовательная школа» присвоено имя Евгения Ерофеевича[9], имя Героя носит также каменская гимназия № 5[2].
- На территории Гоноховской школы был установлен бюст Героя, в мае 2016 года установлен бюст[10] на набережной города[4].
- В 2013 году была учреждена премия общественного признания имени Евгения Ерофеевича Парфенова[4].
- Награждён орденами Ленина (8 апреля 1971), Отечественной войны 2-й степени (11 марта 1985), Трудового Красного Знамени (22 марта 1966), 17-ю[6][7] медалями, в том числе «За трудовое отличие» (11 января 1957), «За победу над Японией»[1].
- Награждён Почётной грамотой Президиума Верховного Совета РСФСР[7].